# Jacques-Casimir Jouan
Jacques-Casimir Jouan (4 maart 1767, Saint-Christophe-du-Foc bij Cherbourg - 7 maart 1847, La Houssairie, Tréauville), was een Franse generaal ten tijde van de Franse Revolutie, de Eerste Franse Republiek en het Eerste Franse Keizerrijk. Hij was ridder en later officier en commandeur van het Legioen van Eer en werd verheven in de Napoleontische adelstand als Chevalier de l'Empire in 1810.
Hij trad op 25 oktober 1791 toe tot het Franse leger en werd luitenant van de grenadiers. Op 7 november 1793 werd hij kapitein en in 1807 hoofd van een bataljon. In 1798 maakte hij een einde aan de lokale opstand in Zottegem tijdens de Boerenkrijg. Jacques-Casimir Jouan nam deel aan militaire campagnes, onder andere aan de Donau en de Rijn (1799-1801), in het Franse binnenland (1802), Zwitserland (1803), Pruisen (1806), Polen (1807), Spanje (1810-1811). Op 20 augustus 1810 werd hij lid van de keizerlijke wacht en op 1 oktober 1813 brigadegeneraal. In 1808-1809 en 1812-1913 maakte hij deel uit van de Grande Armée d'Allemagne.
Jouan nam deel aan de Slag bij Valmy (waar hij gewond raakte aan de linkerheup), Slag bij Hohenlinden, Slag bij Jena, Slag bij Friedland, Slag bij Eckmühl, Slag bij Aspern-Eßling, Slag bij Wagram, Slag bij Bautzen en de Slag bij Dresden (waar hij de linkerarm verloor door een kanonskogel).
Door die armblessure ging hij uit het leger en werd commandant van het departement Léman in 1813; hij werkte later ook nog in de Drôme en de Ardèche. Op 1 juli 1818 (na de val van Napoleon) ging hij met pensioen. In 1830 echter werd hij gerehabiliteerd als militair gouverneur van Cherbourg (waar een Rue du Général-Jouan aan hem is gewijd). Later werd hij burgemeester van Tréauville. Jouan stierf in 1847 en werd begraven in Tréauville, waar op 4 september 2022 de Place du Général Jouan werd ingewijd. 